# 丹加
丹加（法語：Dangha），是馬里的城鎮，位於該國北部，由通布圖區的迪雷省負責管轄，面積120平方公里，海拔高度293米，2009年人口13,045，人口密度每平方公里110人。